# ساری‌یاپراک (بسنی)
ساری‌یاپراک (به ترکی استانبولی: Sarıyaprak) یک منطقهٔ مسکونی در ترکیه است که در بسنی واقع شده‌است.